# Айлей (аэропорт)
Аэропорт Айлей (англ. Islay Airport, гэльск. Port-adhair Ìle) (ИАТА: ILY, ИКАО: EGPI) (также известный как Аэропорт Гленегдэйл (англ. Glenegedale Airport)) расположен приблизительно на полпути между Боумор и Порт-Эллен на острове Айлей в архипелаге Внутренние Гебриды, на западе Шотландии. Это небольшой местный аэропорт, владельцем и оператором которого является Highlands and Islands Airports Limited.

## История
Первые аэропорты появились на Айлей в 1930-х. Это были аэропорты с травяным покрытием. В 1940, во время Второй мировой войны, Премьер-министр Великобритании Уинстон Черчилль отдал приказ строить военные аэропорты на западных шотландских островах, как для непосредственной защиты от нацистской Германии от нападения на Шотландию, и также для подготовки баз для самолётов, летающих через Атлантический океан. Современный аэропорт Айлей был построен в 1940 у него появилась бетонная взлетно-посадочная полоса в 1942. Во время Второй мировой войны более 1 500 военнослужащих Королевских ВВС находились в аэропорту Айлей.
29 июня 1994 произошёл серьёзный инцидент, когда BAe 146 32-й (королевской) эскадрильи ВВС, пассажиром которого был принц Уэльский, промахнулся мимо взлётно-посадочной полосы при приземлении. Жертв и травм не было, однако самолет был сильно повреждён.

## Аэропорт сегодня
На сегодняшний день из аэропорта осуществляются регулярные рейсы в Международный аэропорт Глазго, а также в Обан и на Колонсей.